# 希望無限
《希望無限》（日语：／ Kibō teki rifurein）是日本偶像組合AKB48的第38張單曲，於2014年11月26日由國王唱片（King Records）發售。此曲是由多次擔任中央位置、AKB48的渡邊麻友，與被認為是集團內新秀之一的HKT48成員宮脇咲良一同搭檔擔任中心成員，除了是繼第28張單曲《UZA》後再次採用雙中心成員的編組外，也是宮脇首次擔任中心成員。另外，由佐佐木宏擔任創意監督的MV由於有著不斷奔跑的特殊快節奏劇情，並邀請多位已經畢業的高知名度前成員參與演出，而受到媒體與歌迷的注目。

## 簡介
本作與上一張作品《心意告示牌》相隔約三個月，為AKB48於2014年推出的第4張單曲。主打A面曲的選抜成員在2014年9月17日舉行的第五屆猜拳大會首次披露，同年10月4日在TBS電視台《全明星感謝祭 2014秋》節目上首次在電視上表演。
如同所有AKB48集團的相關唱片作品一般，本單曲也是採一單曲多版本方式發行，共計推出了Type-A、Type-B、Type-C、Type-D與劇場版共5個版本。此5種版本皆有唱片上市初期限期發行的「初回限定版」（初回限定盤）與常態發行的「通常版」（通常盤）兩版本，收錄的歌曲與影片內容相同，但擁有不同的封面設計與附贈贈品（特典）。因此，如果將這些差異列入考量，此張單曲唱片實際上一共有9種不同的封面設計（劇場版僅有一種封面設計）、10種不同的包裝內容。

### 演唱分組
在收錄歌曲方面，本單曲除了主打A面曲《希望無限》外，每個唱片版本又各自收錄了二至三首搭配的B面曲。但是，與AKB48歷來各張專輯通常都會設定一首各版本共用的主要B面曲，搭配各版本專屬的第二B面曲之作法不同，此次單曲中所收錄的所有B面曲，除Type-A與劇場版共同收錄、玫瑰組所演唱的《現在、Happy》一曲外，全都只有在單一的版本中收錄。因此五版本中收錄的新曲多達11首，創下歷屆單曲發行的紀錄。
為了演唱為數眾多的歌曲，這張單曲中的演唱分組混合了兩種AKB48集團單曲中曾用過的分組方式，其一為根據所屬分隊個別演唱的各分隊隊曲，另一個則是曾經在第35張單曲《勇往直前》中使用過、將整個AKB48集團各姊妹團體的成員打散後挑選風格相近的成員組成臨時小分隊來演唱B面曲的作法。其中，本單曲因為是AKB48最新的分隊——Team 8成立之後才發行的單曲中首次以隊曲的方式安排B面曲的收錄，因此是團體史上首次Team A、Team K、Team B、Team 4、Team 8五個分隊全擁有隊曲的紀錄。然而與之前的狀況稍有不同的是Team A、Team K、Team B、Team 4四隊的隊曲原本於本張單曲發行時並沒有拍攝對應的MV，僅有Team 8隊曲《制服的翅膀》拍攝了MV，並收錄在Type-D版本中，之後才又另外拍攝MV並收錄於AKB48第六張專輯之中。
除了根據所屬分隊外，本張單曲也根據集團成員們的個人風格，以未能入選單曲選拔組的成員分別組成命名為「玫瑰組」（ばら組）、「百合組」（ゆり組）與「嘉德麗亞蘭組」（かとれあ組）的三個臨時小分隊。其中，玫瑰組網羅了各姊妹團體中較受注目的年少成員，百合組是由集團中較為成熟性感路線的成員組成，而嘉德麗亞蘭組則集合了一些在綜藝表現上較為出色或較具個人風格的成員。三個臨時分隊的歌曲與對應的MV，也是根據成員風格的不同而擁有迥異的特色。

### MV與封面
為了配合主打歌《希望無限》一曲的劇情版MV以「奔跑」為主旨的概念，單曲的各版本封面也作了以往不曾見過的獨特設計。製作單位利用高速攝影的方式拍攝全體32名單曲選拔組成員奔跑時的定格側影，合成成為一張連貫的長條狀照片，再將其切割開作為不同版本唱片的封面。因此，如果依照Type-A、Type-B、Type-C的初回限定版與Type-A、Type-B、Type-C的通常版之順序，自左至右排列此6個版本的唱片外盒，就會變成由本張單曲的兩位center渡邊麻友與宮脇咲良領軍（位在最左邊Type-A初回限定版的封面上）、像是橫幅海報般32個人接力奔跑的照片。

## 版本與收錄內容
如同前述，《希望無限》一共發行了Type-A、Type-B、Type-C、Type-D與劇場版共五種收錄歌曲內容不同的版本，並各自還有初回限量版與通常版兩種封面設計與隨附贈品不同的衍生版本，共計10個版本。其中，只有劇場版採取不附影片DVD的方式發行。

### Type-A
除了各版本共通的收錄內容外，Type-A主要收錄了由小分隊「玫瑰組」演唱的《現在、Happy》，與此次單曲中的Team A隊曲《順從的Slave》，其中只有前者的搭配MV被收錄在隨唱片發行的DVD中。在封面設計上，初回限定版的封面是由本章單曲的兩位center成員宮脇咲良與渡邊麻友站在前景，帶領大和田南那、小嶋真子、加藤玲奈三人共同拍攝。至於通常版的方面則是由前景的山本彩、生駒里奈、川榮李奈三人，與中野郁海、峯岸南一同拍攝。
唱片詳細的收錄內容如下：
CD
1. 《希望無限》（希望的リフレイン）
2. 《現在、Happy》（今、Happy）- 玫瑰組
3. 《順從的Slave》（従順なSlave）- Team A
4. 《希望無限》（off vocal ver.）
5. 《現在、Happy》（off vocal ver.）
6. 《順從的Slave》（off vocal ver.）

DVD
1. 《希望無限》MV
2. 《希望無限》MV　～Live Ver.～
3. 《現在、Happy》MV
4. AKB48 後台猜拳大會2014 最弱女王決定戰 （AKB48グループ　裏じゃんけん大会2014　最弱女王決定戦）Part1

### Type-B
初回限定盤封面：川本紗矢、兒玉遙、島崎遙香、松井珠理奈、向井地美音
通常盤封面：入山杏奈、木崎由里亞、田野優花、松井玲奈、宮澤佐江、武藤十夢
CD
1. 《希望無限》
2. 《Ambulance》 - 百合組
3. 《第一次兜風》（初めてのドライブ）- Team K
4. 《希望無限》（off vocal ver.）
5. 《Ambulance》（off vocal ver.）
6. 《第一次兜風》（off vocal ver.）

DVD
1. 《希望無限》MV
2. 《希望無限》MV　～Live Ver.～
3. 《Ambulance》MV
4. AKB48 後台猜拳大會2014 最弱女王決定戰  Part2

### Type-C
初回限定盤封面：小嶋陽菜、指原莉乃、白間美瑠、高橋南、森保圓
通常盤封面：封面：大島涼花、柏木由紀、須田亞香里、高橋朱里、橫山由依、渡邊美優紀
CD
1. 《希望無限》
2. 《我想歌唱》（歌いたい）- 嘉德麗亞蘭組
3. 《寂寞俱樂部》（ロンリネスクラブ）- Team B
4. 《希望無限》（off vocal ver.）
5. 《我想歌唱》（off vocal ver.）
6. 《寂寞俱樂部》（off vocal ver.）

DVD
1. 《希望無限》MV
2. 《希望無限》MV　～Live Ver.～
3. 《我想歌唱》MV
4. Team 8 第一次的心動個人鏡頭之旅全集（Team 8 は・じ・め・て・のドキドキワンショットリップ集！）：此影片實際上是收錄於Type-D的Team 8隊曲《制服的翅膀》的另一個加長版MV。與正式版MV不同的是此版本剔除了劇情與共同舞蹈隊形部分的內容，僅以各成員的單人攝影片段剪輯串聯而成。因此，與正式版MV中各成員的個人畫面大都一閃而過的狀況不同，所有成員在此版本的MV中都有相當長度的鏡頭曝光機會。MV一共分為三個版本，各由三個不同分組的成員演出，分別是北海道、東北與關東地方組，中部、關西地方組，與中國、四國、九州地方組。

### Type-D
封面：生駒里奈、入山杏奈、柏木由紀、川榮李奈、木崎由里亞、小嶋陽菜、指原莉乃、島崎遥香、須田亞香里、高橋南、松井珠理奈、松井玲奈、宮脇咲良、山本彩、橫山由依、渡邊麻友
CD
1. 《希望無限》
2. 《制服的翅膀》（制服の羽根）- Team 8
3. 《睜大雙眼的初吻》（目を開けたままのファーストキス）- Team 4
4. 《風的螺旋》（風の螺旋）- 小嶋坂46
5. 《希望無限》（off vocal ver.）
6. 《制服的翅膀》（off vocal ver.）
7. 《睜大雙眼的初吻》（off vocal ver.）
8. 《風的螺旋》（off vocal ver.）

DVD
1. 《希望無限》MV
2. 《希望無限》MV　～Live Ver.～
3. 《制服的翅膀》MV
4. 《風的螺旋》MV

### 劇場盤
封面：宮脇咲良、渡邊麻友
CD
1. 《希望無限》
2. 《現在、Happy》
3. 《Reborn》 - Team Surprise
4. 《希望無限》（off vocal ver.）
5. 《現在、Happy》（off vocal ver.）
6. 《Reborn》（off vocal ver.）

## 歌曲與參與成員
以下各首歌曲的參與演唱成員之所屬團體與分隊，皆是以單曲唱片發行時的時點為準。

### 希望無限
主打單曲《希望無限》（希望的リフレイン）是一首由總製作人秋元康作詞、經常替AKB48集團作曲的井上能征作曲與編曲的作品。與此曲搭配的MV是由曾經拍攝過多部高知名度電視廣告的佐佐木宏擔任創意總監、田中秀幸執導，分別拍攝了主要的劇情版與被稱為「現場演唱會版」（Live ver.）的舞蹈版本。
在這次的新作中，製作團隊打破了歷年來只有在夏季發行的泳裝單曲中才會大量擴編單曲選拔組名單的作法，一次選擇了32名成員參與這次的主打單曲錄製與對應MV的拍攝。且除了32名成員外，還額外邀請了前田敦子、大島優子、篠田麻里子與板野友美等幾位已經畢業離團的高知名度前成員參與MV的拍攝。以曾經在獨立發行時代擔任第一首單曲《櫻花花瓣》（桜の花びらたち）center的高橋南開始，在影片中歷代百萬銷售紀錄單曲的center成員為了避免被約50名被稱作Akkanbe（アッカンベー，取自「AKB—」的諧音）、身穿緊身衣的黑衣神秘人追上，以接力賽般的方式一邊持續奔跑一邊保護著裝有兩枝金色麥克風的黑色手提包。
自高橋南開始，象徵center地位的金色麥克風分別由前田敦子（擔任過第20張單曲《變成櫻花樹》與之後多首百萬單曲center）、松井珠理奈（第28張單曲《UZA》的雙center之一）、島崎遙香（第29張單曲《永遠的壓力》）、渡邊麻友（第30張單曲《So long!》與多張其他單曲）、指原莉乃（第32張單曲《戀愛的幸運餅乾》）、小嶋陽菜（第33張單曲《真心電流》）等人手中接力，最後再傳回擔任此張單曲center的渡邊與宮脇咲良手中。除此之外，也曾擔任過center的前成員篠田麻里子（第24張單曲《崇尚麻里子》）、大島優子（第27張單曲《格子花紋》等作）與板野友美（第31張單曲《再見自由式》的共同center之一）則在金麥克風傳遞的過程中擔任協力或是欺敵的幫手。除了中間的演唱會舞蹈場景外，整部MV是在連續不斷的奔跑畫面中渡過。在影片中的奔跑場景是在包括靜岡縣（岳南電車吉原車站）、橫濱市與台場等地拍攝，而32名成員與約950名飾演觀眾的臨時演員共同演出的演唱會場面，則是在新木場的大型展演場Studio Coast（海岸攝影棚）中拍攝。
而在另一方面，被稱為「演唱會版」的舞蹈版本則是全在Studio Coast中拍攝。影片被設定成新單曲的發表會現場，並由與總製作人秋元康關係良好且經常對外表態喜歡AKB48的資深新聞主播、政治評論家田原總一朗擔任開場前的暖場演說。由於人數眾多，演唱會版的舞蹈陣型被分為兩組，分別是由渡邊麻友與宮脇咲良兩人領軍、身穿彩色外套演出服、核心的16名A組成員，與由小嶋真子、兒玉遙兩人站前排中央、身穿藍色外套演出服、在後方與兩旁輔助的16名B組成員，以輪流的方式先後出場。
以下為32名入選單曲選拔組的成員名單，其中標示「*」記號者為A組成員：
- Team A：入山杏奈*、川榮李奈*、小嶋陽菜*、島崎遙香*、高橋南*、武藤十夢
- Team K：小嶋真子、田野優花、横山由依*
- Team B：大島涼花、大和田南那、柏木由紀*（兼任NMB48 Team N成員）、川本紗矢、高橋朱里、渡邊麻友*
- Team 4：加藤玲奈、木崎由里亞*、峯岸南、向井地美音
- Team 8：中野郁海
- SKE48 Team S：松井珠理奈*（兼任AKB48 Team K成員）
- SKE48 Team E：須田亞香里*、松井玲奈*（兼任乃木坂46成員）
- NMB48 Team N：山本彩*（兼任AKB48 Team K成員）
- NMB48 Team M：白間美瑠
- NMB48 Team BII：渡邊美優紀（兼任SKE48 Team S成員）
- HKT48 Team H：兒玉遙（兼任AKB48 Team K成員）、指原莉乃*
- HKT48 Team KIV：宮脇咲良*（兼任AKB48 Team A成員）、森保圓
- SNH48 Team SII：宮澤佐江（兼任SKE48 Team S成員）
- 乃木坂46：生駒里奈*（兼任AKB48 Team B成員）

在32名成員中，大島涼花、川本紗矢、白間美瑠、中野郁海、向井地美音、武藤十夢、森保圓是首次進入選抜組，其中川本紗矢是在2013年11月舉行的AKB48集團選秀會議中選出的19名選秀生中，第一位獲選單曲選拔組的成員，而中野郁海則是第一位加入選拔組的Team 8成員。入山杏奈、大和田南那、加藤玲奈、木崎由里亞、兒玉遙、小嶋真子、高橋朱里、峯岸南、渡邊美優紀是從《拉布拉多獵犬》以來大約6個月重新回歸選抜組。田野優花則從《倘若在梧桐樹什麼的》以來大約1年重新回歸選抜組。

### 現在、Happy
同時收錄在Type-A與劇場版中的《現在、Happy》（今、Happy）是臨時小分隊「玫瑰組」（ばら組）的演唱曲，該小分隊是由16名年齡介於13到18歲之間、在AKB48集團中較受注目的年少成員所組成。新曲是由秋元康作詞、艾爾頓瀨名（アイルトン瀬名）作曲、野中「Masa」雄一編曲。
與此曲搭配的MV劇情，是講述一個替虛構的偶像團體「Pretty Alien」（漂亮外星人）擔任星探的男性上班族，在街頭到處尋找外表出色的可愛女孩子加入其團體卻不斷遭到拒絕。等到他失望地回到攝影棚之後，才赫然發現之前在街頭上遇到的女孩子，全是在對面攝影棚進行錄影的AKB48玫瑰組成員。
在此曲中擔任center位置的岡田奈奈與坂口渚沙兩人都是首度被選為新曲的center，其中坂口是除了自己的隊曲外第一位擔任AKB48唱片B面曲center的Team 8成員。16名參與此曲錄音與MV拍攝的成員詳列如下：
- Team A：達家真姬寶
- Team K：後藤萌咲
- Team B：福岡聖菜
- Team 4：岡田奈奈、西野未姫、村山彩希
- Team 8：坂口渚沙
- SKE48 Team S：北川綾巴
- SKE48 Team KII：江籠裕奈
- NMB48 Team N：太田夢莉
- NMB48 Team BII：薮下柊、澀谷凪咲（兼任AKB48 Team 4成員）
- HKT48 Team H：田島芽瑠、田中美久、矢吹奈子
- HKT48 Team KIV：朝長美櫻（兼任AKB48 Team B成員）

### 順從的Slave
Team A 名義
（中央位置 : 小嶋陽菜、高橋南）
- Team A：市川愛美、飯野雅、入山杏奈、岩田華怜、川榮李奈、小嶋菜月、小嶋陽菜、島崎遙香、高橋南、田北香世子、達家真姬寶、谷口惠、中田千智、中西智代梨、中村麻里子、西山怜那、藤田奈那、古畑奈和（SKE48 Team KII成員兼任）、前田亞美、松井咲子、宮脇咲良（HKT48 Team KIV成員兼任）、武藤十夢、森川彩香、矢倉楓子（NMB48 Team M成員兼任）

### Ambulance
收錄在Type-B第二音軌的B面曲《Ambulance》（救護車）是臨時小分隊「百合組」（ゆり組）的演唱曲，是一個集合了AKB48集團內多位走成熟美艷或性感風格的成員之小分隊。歌曲由秋元康作詞，並由曾經替AKB48譜寫B面曲《Google+的天空》（ぐぐたすの空，收錄於第26張單曲《仲夏的Sounds good!》 Type-B版本中）的女性作曲家前村香春負責作曲與編曲。如同其曲名，此曲除了在歌詞中使用了大量如流行性感冒、疫苗、911甚至自動體外心臟去顫器（AED）之類與醫療相關的名詞外，百合組的成員們也穿著著護士或病患風格的表演服、在像是醫院病房般的場景表演。
擔任此曲center、由AKB48移籍至SKE48的佐藤菫是首度獨自獲選擔任B面曲的主導站位，而站其兩旁的前排成員則分別是SKE48的古畑奈和及NMB48的矢倉楓子。百合組的詳細成員名單分列如下：
- Team K：永尾瑪利亞
- Team B：内山奈月
- Team 4：岩立沙穂、佐佐木優佳里、篠崎彩奈、土保瑞希
- SKE48 Team S：東李苑
- SKE48 Team KII：古畑奈和（兼任AKB48 Team A成員）
- SKE48 Team E：佐藤堇
- NMB48 Team N：吉田朱里
- NMB48 Team M：藤江麗奈、矢倉楓子（兼任AKB48 Team A成員）
- NMB48 Team BII：木下春奈
- HKT48 Team H：穴井千尋、神志那結衣、松岡菜摘

### 第一次兜風
Team K 名義
（中央位置 : 山本彩、松井珠理奈）
- Team K：相笠萌、阿部瑪利亞、石田晴香、岩佐美咲、內田真由美、北原里英、小嶋真子、兒玉遙（HKT48 Team H成員兼任）、小林香菜、後藤萌咲、島田晴香、下口緋奈奈、铃木紫帆里、鈴木瑪莉亞（SNH48 Team SII成員兼任）、田野優花、永尾瑪利亞、松井珠理奈（SKE48 Team S成員兼任）、宮崎美穂、山本彩（NMB48 Team N成員兼任）、湯本亞美、橫山由依

### 我想歌唱
只有收錄在Type-C版本的《我想歌唱》（歌いたい）是集合了多位AKB48集團內在綜藝或舞台劇等領域表現較出色的成員所組成的臨時小分隊「嘉德麗亞蘭組」（かとれあ組）之演唱作品，由秋元康作詞，首度與AKB48合作的ANDW EYE作曲，並由佐佐木裕編曲。此曲長達11分鐘多的完整版MV是在一個舞台劇般的場景中拍攝，因此MV的前半內容實際上是只有台詞對白的戲劇表演而非歌曲演唱，敘述因某種原因被關在同一個屋內、並被禁止唱歌的24名成員，為了是否要無視規定、忠於自己內心而唱歌一事發生爭執。本曲的MV中並沒有舞蹈畫面與編舞隊形，但根據在舞台劇中台詞戲份的比例與大合唱時的站位，仍可將SKE48的柴田阿彌視為是此曲的center，而站其兩旁的前排成員則分別是同屬SKE48的高柳明音與AKB48的北原里英。
除了收錄在單曲唱片中作為B面曲外，《我想歌唱》一曲也是仙台市的和菓子老舖、菓匠三全的招牌商品萩之月的電視廣告配樂（其「仙台篇」電視廣告是由出身自仙台市的嘉德麗亞蘭組成員、AKB48的岩田華怜所主演）。
演唱此曲的成員名單詳列如下：
- Team A：岩田華怜、中西智代梨
- Team K：石田晴香、岩佐美咲、北原里英、宮崎美穂
- Team B：大家志津香、小笠原茉由、倉持明日香、高城亞樹、田名部生來
- SKE48 Team S：山内鈴蘭
- SKE48 Team KII：大場美奈、高柳明音（兼任NMB48 Team BII成員）、古川愛李
- SKE48 Team E：木本花音（兼任HKT48 Team KIV成員）、柴田阿彌、谷真理佳
- SKE48 研究生：松村香織
- NMB48 Team N：小谷里歩（兼任AKB48 Team 4成員）、上西惠
- NMB48 Team M：山田菜菜（兼任SKE48 Team KII成員）
- NMB48 Team BII：市川美織、梅田彩佳
- HKT48 Team KIV：多田愛佳、本村碧唯

### 寂寞俱樂部
Team B 名義
（中央位置 : 渡邊麻友、柏木由紀）
- Team B：生駒里奈（乃木坂46成員兼任）、伊豆田莉奈、内山奈月、梅田綾乃、大島涼花、大家志津香、大和田南那、小笠原茉由、柏木由紀（兼任NMB48 Team N成員）、川本紗矢、倉持明日香、高城亞樹、高橋朱里、竹内美宥、田名部生來、朝長美櫻（HKT48 Team KIV成員兼任）、名取稚菜、野澤玲奈、橋本耀、平田梨奈、福岡聖菜、横島亞衿、渡邊麻友

### 制服的翅膀
由Type-D版本收錄的《制服的翅膀》（制服の羽根）是此次單曲中的Team 8隊曲，由秋元康作詞，並由經常替AKB48譜寫B面曲的若田部誠擔任作曲與編曲。雖然《制服的翅膀》是Team 8的第二首專屬隊曲，但因第一首隊曲、收錄在上張單曲《心意告示牌》劇場版中的《去47個美麗城市》（47の素敵な街へ）在推出時並沒有拍攝搭配的MV，因此由曾經替AKB48拍攝過多部歌曲MV的高橋榮樹所執導的《制服的翅膀》，就成為Team 8成立以來第一個自己專屬的MV作品。至於《去47個美麗城市》一曲的MV，則是到AKB48的第六張專輯《這裡是羅德斯島、在這裡跳吧！》（ここがロドスだ、ここで跳べ!）發行時，才補收錄於其Type-A版本的初回限定版所附之DVD中。
由於Team 8是由知名汽車廠豐田汽車官方贊助的分隊，因此除了Team 8的成員們外，豐田汽車的新款油電混合動力車「Aqua」也在影片中佔有相當多的鏡頭。
除了Type-D所附的DVD中收錄之MV外，在Type-C附贈的DVD中作為特典收錄的影片「Team 8 第一次的心動個人鏡頭之旅全集」（Team 8 は・じ・め・て・のドキドキワンショットリップ集！）實際上也可視為是本曲的另外一個MV版本。該影片主要是由Team 8成員們的個人鏡頭剪輯串聯而成，根據地區分三組演唱。
本曲是由Team 8全體47名成員共同演出，其中擔任舞蹈隊形center的是鳥取縣的代表中野郁海，但包括開場畫面在內、在MV劇情中擔任主角的卻是北海道代表坂口渚沙。詳細演出名單如下：
- Team 8：阿部芽唯、岩﨑萌花、太田奈緒、大西桃香、岡部麟、小栗有以、小田繪里奈、北玲名、行天優莉奈、倉野尾成美、近藤萌恵里、坂口渚沙、佐藤朱、佐藤栞、佐藤七海、下尾美羽、清水麻璃亞、下青木香鈴、高岡薫、髙橋彩音、谷優里、谷川聖、長久玲奈、中野郁海、永野芹佳、橋本陽菜、服部有菜、濱咲友菜、濱松里緒菜、早坂紬、左伴彩佳、人見古都音、廣瀬夏樹、福地禮奈、藤村菜月、本田仁美、宮里莉羅、舞木香純、森脇由衣、谷口萌香、山田菜菜美、山本亞依、山本瑠香、橫道侑里、橫山結衣、吉川七瀬、吉野未優

### 睜大雙眼的初吻
Team 4 名義
（中央位置 : 加藤玲奈、木崎由里亞）
- Team 4：岩立沙穗、大川莉央、大森美優、岡田彩花、岡田奈奈、加藤玲奈、木崎由里亞、北澤早紀、小谷里步（NMB48 Team N兼任）、小林茉里奈、込山榛香、佐佐木優佳里、佐藤妃星、篠崎彩奈、澀谷凪咲（NMB48 Team BII兼任）、高島祐利奈、土保瑞希、西野未姬、前田美月、峯岸南、向井地美音、村山彩希、茂木忍

### 風的螺旋
只有Type-D版本收錄的《風的螺旋》（風の螺旋）是一首由小嶋陽菜擔任center、與官方對手組合乃木坂46的部分成員所組成的特別團體「小嶋坂46」（こじ坂46）所演唱之B面曲，由秋元康作詞、曾經替AKB48譜寫過《某人投的球》（誰かが投げたボール，收錄於第37張單曲《心意告示牌》除Type-D以外所有版本的主要B面曲）一曲的片桐周太郎作曲，並由若田部誠編曲。
此曲誕生的源由最早可以回溯到乃木坂46成員生駒里奈在2014年初至AKB48 Team B兼任一事，因為成為AKB48成員因此得以參加於同年9月17日舉行的第五屆AKB48集團猜拳大會，並在第一輪的比賽中遇上小嶋陽菜。當時小嶋陽菜在不知情的觀眾與成員面前突然穿著乃木坂46風格的制服並召集了川後陽菜、永島聖羅、齊藤優里與中田花奈四位乃木坂46的成員作為啦啦隊一同登場，甚至在生駒面前表演了一段《Girls' Rule》（ガールズルール，乃木坂46的第6張單曲），自稱是「小嶋坂46」。生駒與小嶋也互相以「輸掉就要加入小嶋坂46」「輸掉就要在東京巨蛋被襲胸」作為賭注展開對戰，結果是由小嶋勝出，並一路過關斬將直到最後一戰才敗給NMB48/SKE48成員渡邊美優紀，成為大賽的第二名。
小嶋坂46原本單純只是一個為了猜拳大會而組成的臨時企畫，並預計在小嶋陽菜敗戰之後就解散，但因為小嶋意外地獲得亞軍，因此總製作人秋元康臨時決定延續這企畫，寫了新曲進行歌曲錄製與MV拍攝。除了小嶋本人與一開始就加入小嶋坂46的四人，再加上因猜拳落敗而依約加入的生駒外，另外又延攬了多位乃木坂46的Under（候補組）與二期研究生成員作為補充。在MV中，眾乃木坂46成員因苦無表現機會、正聚在咖啡店裡討論是否該集體畢業離團另尋出路，卻巧遇坐在隔壁桌的小嶋陽菜。小嶋主動開口說可以幫助眾人，並要求大家一同加入小嶋坂46。有了小嶋陽菜的知名度作為後盾，成員們順利說服營運團隊舉辦一個小嶋坂46的專屬演唱會，由成員們親自上街發傳單、招攬聽眾，並完成了一場成功的演唱會。在片尾永島聖羅開口詢問小嶋陽菜，小嶋坂46這團體是否就此解散，小嶋卻語帶保留地說不知道，而留下此企畫團體是否還會有後續活動的伏筆。
參與《風的螺旋》一曲錄製與MV拍攝的成員名單詳列如下：
- Team A：小嶋陽菜
- 乃木坂46：
  - 正規成員：生駒里奈、川後陽菜、川村真洋、齊藤優里、永島聖羅、中田花奈、能條愛未、和田真彩（和田まあや）
  - 研究生：伊藤純奈、相樂伊織、佐佐木琴子、鈴木絢音、寺田蘭世、山﨑奈、渡邊米莉愛（渡辺みり愛）

### Reborn
Team Surprise 名義
（中央位置 : 伊豆田莉奈）
- Team A：小嶋菜月、中田千智、中村麻里子、前田亞美、松井咲子、森川彩香
- Team K：石田晴香、岩佐美咲、內田真由美、鈴木紫帆里、鈴木瑪莉亞（SNH48 Team SII成員兼任）
- Team B：伊豆田莉奈、大家志津香、田名部生來、名取稚菜
- Team 4：岩立沙穗、小林茉里奈、佐佐木優佳里、篠崎彩奈

## 外部連結
- King Records官方網站相關單曲版本頁面（日語）
  - Type A 初回限定盤 （页面存档备份，存于）
  - Type A 通常盤 （页面存档备份，存于）
  - Type B 初回限定盤 （页面存档备份，存于）
  - Type B 通常盤 （页面存档备份，存于）
  - Type C 初回限定盤 （页面存档备份，存于）
  - Type C 通常盤 （页面存档备份，存于）
  - Type D 初回限定盤 （页面存档备份，存于）
  - Type D 通常盤 （页面存档备份，存于）
  - 劇場盤 （页面存档备份，存于）
- YouTube官方頻道上的預覽版MV：
  - YouTube上的《希望無限》
  - YouTube上的《希望無限》 演唱會版
  - YouTube上的《現在、Happy》
  - YouTube上的《我想歌唱》
  - YouTube上的《制服的翅膀》
  - YouTube上的《Ambulance》
  - YouTube上的《風的螺旋》
  - YouTube上的《順從的Slave》
  - YouTube上的《第一次兜風》
  - YouTube上的《寂寞俱樂部》
  - YouTube上的《睜大雙眼的初吻》